# Louisa Stuart
Lady Louisa Stuart, född 12 augusti 1757, död 4 augusti 1851 i London, var en brittisk författare. Hon är främst känd för sin stora efterlämnade kvarlåtenskap av brev, memoarer och dagboksanteckningar, som har publicerats från 1895 och framåt och som anses ge en värdefull inblick i den samtida brittiska adeln och hovlivet. 
Hon var dotter till John Stuart, 3:e earl av Bute och Mary Stuart. Hon gifte sig aldrig, sedan hon år 1770 utan framgång hoppats på att få gifta sig med sin kusin William Medows, något fadern förhindrat. Louisa Stuart tillhörde den övre brittiska aristokratin och tillbringade sitt liv med att delta i societetslivet och närvarade ofta vid hovet. Hennes iakttagelseförmåga och samtida personporträtt har gjort hennes omfattande efterlämnade anteckningar och brev till en värdefull källa för hennes samtida miljö. Hon ansågs inte vara vacker, beskrivs som konservativ men samtidigt som självständig, högt bildad och begåvad. 